# Желязно
Желязно (болг. Желязно) — село в Болгарии. Находится в Пловдивской области, входит в общину Марица. Население составляет 415 человек.

## Политическая ситуация
В местном кметстве Желязно, в состав которого входит Желязно, должность кмета (старосты) исполняет Продан Иванов Проданов (Болгарская социалистическая партия (БСП)) по результатам выборов.
Кмет (мэр) общины Марица — Запрян Иванов Дачев (Болгарская социалистическая партия (БСП)) по результатам выборов.